# Nassarius townsendi
Nassarius townsendi is een slakkensoort uit de familie van de Nassariidae. De wetenschappelijke naam van de soort is voor het eerst geldig gepubliceerd in 1880 door Dall.